# Gibbons
Gibbons är en ort i Kanada.   Den ligger i provinsen Alberta, i den centrala delen av landet, 2 800 km väster om huvudstaden Ottawa. Gibbons ligger 633 meter över havet och antalet invånare är 2 790.
Terrängen runt Gibbons är huvudsakligen platt. Gibbons ligger nere i en dal. Närmaste större samhälle är Fort Saskatchewan, 15,0 km sydost om Gibbons.
Trakten runt Gibbons består till största delen av jordbruksmark. Runt Gibbons är det ganska glesbefolkat, med 32 invånare per kvadratkilometer.